# DSV Leoben
Der DSV Leoben ist ein österreichischer Fußballverein aus dem Stadtteil Donawitz der steirischen Bezirkshauptstadt Leoben. Er spielt ab der Saison 2025/26 in der viertklassigen Landesliga.

## Geschichte

### Gründung als WSV Donawitz und erste Erfolge
Die Gründung des Werkssportverein Donawitz erfolgte nach offizieller Angabe des Klubs am 1. Februar 1928. Als Vereinsfarben des WSV Donawitz wurden grün-weiß gewählt. Oftmals wird als Gründungsjahr das Jahr 1922 herangezogen. Dieses bezieht sich jedoch auf den mittlerweile inexistenten Verein Donawitzer SV, der in den Anfangsjahren zeitgleich mit dem WSV Donawitz in der Liga des Kreises Obersteiermark spielte, jedoch mit der Geschichte des als reiner Werkssportverein der steirischen Alpine Montan AG gegründeten WSV Donawitz nichts zu tun hat.
In der Saison 1930/31 spielte der Verein erstmals in der 1. Klasse der Steiermark, der damals höchsten Liga für steirische Vereine, und konnte sich nunmehr mit bekannten Klubs wie SK Sturm Graz, Grazer AK, Grazer SC und Kapfenberger SC messen. Die Donawitzer wurden bald selbst eine feste Größe in der Liga und erreichten Jahr für Jahr Spitzenplätze. 1939 feierten die „Montanstädter“ schließlich den Meistertitel der neu eingerichteten Bereichsliga Steiermark-Kärnten, konnten sich jedoch in der Aufstiegsrunde zur damaligen Gauliga Ostmark gegen den übermächtigen FC Wien, den Linzer ASK und der WSV BU Neunkirchen nicht durchsetzen. Im selben Jahr wurde der Ort Donawitz nach Leoben eingemeindet, der WSV behielt jedoch die Bezeichnung Donawitz weiterhin in seinem Vereinsnamen. In den Kriegsjahren bis 1945 konnte der Spielbetrieb nicht mehr aufrechterhalten werden und der Verein wurde aufgelöst. Die Sportanlage des WSV Donawitz wurde zu einem Parkplatz für Schwer- und Panzerfahrzeuge umfunktioniert.

### Wiedergründung und Neubeginn
1949 erfolgte die neuerliche Vereinsanmeldung des WSV Donawitz und die Aufnahme des Spielbetriebs in den unteren Klassen. Bereits 1954 spielten die Leobener dann in der steirischen Landesliga und feierten 1954/55 den Meistertitel in dieser Spielklasse, der zugleich den Aufstieg in die damalige Staatsliga B bedeutete. Ab 1956 spielte Donawitz (ununterbrochen bis 2009/10) in einer der beiden höchsten Ligen Österreichs. 1958 erreichte der WSV Donawitz mit einem 2:2 und einem 5:1-Sieg gegen den SV Austria Salzburg den Aufstieg in die Staatsliga A, in der sich der Verein zwei Jahre halten konnte. Nach einigen Saisonen in der zweiten Spielstufe (Regionalliga Mitte) folgte mit dem Spieljahr 1968/69 der letzte Auftritt des WSV Donawitz unter dieser Bezeichnung in der obersten österreichischen Liga.

### Umbenennung in DSV Alpine
1970 wurde der WSV Donawitz in WSV Alpine Donawitz umbenannt. Mit dem Meistertitel in der Regionalliga folgte 1971 der Aufstieg in die damalige Nationalliga. Am 3. Mai 1971 wurde der Verein in Donawitzer SV Alpine, kurz DSV Alpine umbenannt. In den Medien erhielt der Verein kurioserweise immer unterschiedliche Bezeichnungen, wie DSV Alpine, Donawitz, DSV Donawitz, Alpine Donawitz, DSV Alpine Leoben oder Alpine Leoben. 1971/72 und 1973/74 erreichten die Steirer mit dem sechsten Rang ihre beste Platzierung in der höchsten österreichischen Spielklasse. Trotz der sportlichen Qualifikation wurde der DSV Alpine – wie zahlreiche andere Vereine – 1974 reformbedingt aus der obersten Liga ausgeschlossen, da die neu eingeführte Bundesliga nur mehr einen Verein pro Bundesland (aus Wien zwei Vereine) vorsah. In der 2. Division erreichten die Reformopfer 1983/84 den zweiten Platz und stiegen damit erneut in die Bundesliga auf. Dort hielt sich der Verein bis zur Saison 1985/86 und später nochmals 1990/91 und 1991/92. Insgesamt spielten die Donawitzer damit zehn Spielzeiten in der höchsten österreichischen Liga.

### Fusion zum DSV Leoben 1992
Nach dem Abstieg in die zweite Liga 1992 beschlossen die Funktionäre der Vereine DSV Alpine und 1. FC Leoben (mit damaligem Spielbetrieb in der Unterliga Nord) die Bündelung der Kräfte in der obersteirischen Bezirkshauptstadt und fusionierten am 22. Juni 1992 zum DSV Leoben. Dem vorangegangen waren finanzielle Probleme des DSV Alpine, bei dem sich am Ende der Saison 1991/92 der Großsponsor und Trikotsponsor ALAG zurückgezogen hatte und dem mit dem im Dezember 1992 geplanten Rückzug der Stahl Ges.m.b.H. ein weiterer wichtiger Geldgeber gefehlt hätte. Der neu ins Leben gerufene Klub wurde fortan von Obmann Erich Pölzl zusammen mit dem geschäftsführenden Obmann  Ing. Anton Hirschmann geführt. Das Gerücht einer etwaigen Fusion mit dem Amateurklub SV Hinterberg wurde seitens dessen Obmanns Toni Lang vehement dementiert.
Erstmals wurde die Stadtbezeichnung Leoben in den Vereinsnamen aufgenommen. Erste Früchte trug diese Fusion in der Saison 1994/95, in der die Montanstädter sensationell das Cupfinale erreichten. Trotz einer sehr guten Leistung und der besseren Chancen gegen den Finalgegner SK Rapid Wien unterlagen die Leobener den Wienern knapp mit 0:1 und verpassten damit den ersten österreichischen Titel. Verantwortlich dafür war ausgerechnet der ehemalige Leobener Peter Guggi, der aus einem Weitschuss das Siegestor für den SK Rapid Wien erzielte. In der Saison 2008/09 spielten die Leobener in der Ersten Liga, der zweithöchsten Spielklasse.

### Konkurs 2009
Am 16. Februar 2009 brachte der DSV Leoben beim Landesgericht Leoben einen Konkursantrag ein. Laut dem Kreditschutzverband von 1870 galt ein Zwangsausgleich und damit ein Überleben als Profiverein als nicht möglich. Bereits im Jänner 2009 hatte der DSV Leoben allen Profispielern wegen der sich abzeichnenden Zahlungsunfähigkeit die kostenlose Freigabe erteilt. Diese wurde jedoch nur von sieben Spielern in Anspruch genommen; der Großteil der Spieler verblieb vorerst beim Verein. Der Hauptsponsor, das Finanzberatungsunternehmen HFL Hans Linz, hatte am 20. November 2008 als Folge der weltweiten Finanzkrise Konkurs angemeldet und fiel damit weg. Der Verein konnte keinen neuen Hauptsponsor finden und war dadurch nicht mehr zu retten. Die aktuellen Verbindlichkeiten beliefen sich auf 435.000 Euro. Nach den Statuten der österreichischen Bundesliga stand der DSV Leoben damit als erster von drei Fixabsteigern der Ersten Liga fest und gehörte in der Saison 2009/10 erstmals seit 1956 nicht mehr einer der beiden höchsten Spielklassen an.

### Wiederbeginn in der Regionalliga
Der DSV trat nunmehr in der drittklassigen Regionalliga Mitte an. Nach dem zweimonatigen Aufenthalt von Dejan Stanković, folgt ihm kurz darauf im September 2009 der Ex-Internationale und damalige Sportdirektor des DSV Leoben, Richard Niederbacher, auf den Trainerposten. Danach übernahm der Coach des Amateur-Teams, Andreas Kindlinger, das Amt des Cheftrainers, das er im Frühjahr 2011 wieder abgab. Ihm folgte für ein Jahr der frühere Grazer-AK-Spieler Gregor Pötscher. Ab 8. Mai 2012 war Manfred Unger Cheftrainer des DSV Leoben, wurde jedoch bereits am 27. August desselben Jahres vom Verein beurlaubt. Danach leitete interimsmäßig Jürgen Auffinger das Training. Am 2. September wurde Heinz Karner als neuer Trainer vorgestellt, aber nach einer eher glücklosen Zeit – und den Abstieg in die steirische Landesliga – am 30. Juni 2013 bereits wieder entlassen. Ihm folgte wieder Gregor Pötscher, der den Verein bereits von 2011 bis 2012 trainiert hatte.

### Neuausrichtung in der Landesliga
Ab der Saison 2013/14 spielte der DSV Leoben in der Landesliga Steiermark. Auch hier kam der Verein nicht zu Ruhe – und Ende 2014 trat der gesamte Vorstand des DSV Leoben zurück (In der fünfjährigen Ära von Gabor Heinemann als Präsident gab es zehn Trainer). Wilfried Gröbminger (schon seit Jahrzehnten im Vorstand des DSV) drängte sich in das Amt des Obmanns. Sportlich lief es weiter nicht wie gewünscht und der Verein entging nur knapp dem Abstieg in die steirische Oberliga. Trainer Gregor Pötscher wurde entlassen. Ihm folgte der ehemalige DSV-Spieler Jürgen Auffinger, der den Verein 2011 interimistisch trainiert hatte. In den folgenden Jahren gelang es dem Verein, sich in der Landesliga zunächst zu konsolidieren, konnte aber in den Jahren 2017 bis 2021 nur zweistellige Platzierungen erreichen. 

### Mission 2028 / Durchmarsch von der vierten zur zweite Liga
Im Frühjahr 2021 riefen einige Personen aus dem Umfeld des Vereins die „Mission 2028“ ins Leben: Innerhalb von sieben Jahren, also spätestens zum 100. Geburtstag des Klubs, sollte Leoben wieder in der Bundesliga spielen. Carsten Jancker wurde als Trainer verpflichtet und nach einer erfolgreichen Saison 2021/22 gelang dem DSV der Aufstieg zurück in die Regionalliga Mitte und eine Saison später (2022/23) sogar mit der Regionalliga-Meisterschaft der Durchmarsch in die 2. Liga. Nach einem Saisonstart 2023/24 mit drei Siegen und zwei Niederlagen wurde Janker nach dem fünften Spieltag beurlaubt. Sein Nachfolger wurde René Poms. Mit ihm etablierte sich der Aufsteiger in der 2. Liga und die Mannschaft erreichte zudem im Cup das Halbfinale. Auf dem zweiten Tabellenrang liegend trat Poms im April 2024 aufgrund interner Differenzen zurück. Carsten Jancker übernahm erneut und beendete die Saison mit dem Team auf Platz 4. 

### Lizenzentzug und Zwangsabstieg
Aus finanziellen Gründen erhielt Leoben aber sowohl in erster als auch in zweiter Instanz keine Zulassung. Der Verein zog daraufhin vor das Ständige Neutrale Schiedsgericht der Liga, scheiterte jedoch auch dort. Zur Saison 2024/25 musste das Team zwangsabsteigen. Dies bedeutete wieder zurück in die Regionalliga. Im Jänner 2025 gab Trainer Carsten Jancker seinen Rücktritt bekannt.

## Kampfmannschaft

### Trainerteam
Stand: 27. April 2025
| Funktion       | Name             | Geburtsdatum | Nationalität            | beim Verein seit | letzter Verein      |
| -------------- | ---------------- | ------------ | ----------------------- | ---------------- | ------------------- |
| Trainer        | Ismet Nesimovic  | 15.02.1968   | Bosnien und Herzegowina | 02/2025          | Trainer ASK Köflach |
| Co-Trainer     | Daniel Bernhardt | 29.10.1998   | Osterreich              | 02/2025          |                     |
| Co-Trainer     | Nino Nesimovic   | 23.12.1998   | Osterreich              | 02/2025          |                     |
| Torwarttrainer | Rene Steinberger | 07.10.1975   | Osterreich              | 04/2025          |                     |

### Aktueller Kader
Stand: 27. April 2025

### Transfers
Stand: 13. August 2024
| Zugänge: | Abgänge: |
| Sommer 2024 | Sommer 2024 |
| --- | --- |
| - Philipp Angeler (Sarıyer SK) - Anil Aydin (SC Fortuna Köln II) - Okan Aydın (Schwarz-Weiß Bregenz) - Nathanael Kukanda (vereinslos) - Mario Leitgeb (Wolfsberger AC) - Thomas Maier (SV Tillmitsch) - Slobodan Mihajlovic (Schwarz-Weiß Bregenz) - Thorsten Schick (SK Rapid Wien) - Denis Thomaj (Asteras Tripolis U-19) - Denis Tomic (WSG Tirol) | - Deni Alar (FC Admira Wacker Mödling) - Winfred Amoah (SKN St. Pölten) - Cheikhou Dieng (FK Panevėžys) - Christoph Halper (SV Oberwart) - Moritz Heinrich (PAS Ioannina) - Matija Horvat (FC Admira Wacker Mödling) - Julian Turi (Kapfenberger SV) - Josef Weberbauer (FC Admira Wacker Mödling) - Florian Wiegele (Viktoria Pilsen) - Enrique Wild (FC Bulle) - Kingsley Michael (vereinslos) - Barry Hepburn (FC Bayern München II, Leih-Ende) |

## Bekannte Spieler

### Bekannte Spieler bis 1990
| - Gottfried Angerer - Adolf Antrich - Borislav Bukovic - Vlado Crnjak - Klaus Gruber - Franz Haberl - Gerhard Haider | - Heimo Harrer - Helmut Hofer - Max Hofmeister - Dieter Hopfinger - Marinko Ivcic - Zeljko Janjanin - Adolf Knoll | - Peter Koiner - Franz Xaver Meusburger - Johann Pirkner - Johann Stocker - Franz Untergrabner - Peter Pumm | - Walter Roßkogler - Dietmar Schicker - Walter Sobl - Franz Untergrabner - Walter Schachner - Heinz Thonhofer - Amilton de Oliveira |  |  |

### Bekannte Spieler ab 1990
| - Christian Aflenzer - Deni Alar - Goran Alar - Franz Almer - Markus Briza - Matthias Dollinger | - Michael Gspurning - Roland Goriupp - Günther Kronsteiner - Christian Gratzei - Peter Guggi - Jürgen Hartmann | - Markus Hiden - Ewald Kibler - Otto Konrad - Roland Linz - Andreas Lukse - Richard Niederbacher - Joachim Parapatits | - Gilbert Prilasnig - Herfried Sabitzer - Walter Schachner - René Schicker - Marko Stanković - Martin Teurezbacher - Rainer Torres |

## Trainer (Auswahl)
- 00 1934 bis 00 1935: Bino Skasa
- 07/1970 bis 05/1972: Fritz Pfister
- 05/1972 bis 06/1973: Gerd Springer
- 07/1973 bis 06/1974: František Bufka
- 07/1978 bis 06/1979: Stojan Ormandschiew
- 06/1983 bis 10/1985: Johann Windisch
- 10/1985 bis 11/1985: Günther Klug
- 11/1985 bis 06/1986: Heinz Binder
- 07/1986 bis 04/1987: Franz Mikscha
- 04/1987 bis 08/1987: Karl Hofmeister
- 08/1987 bis 12/1988: Johann Windisch
- 01/1989 bis 06/1991: Milan Miklavič
- 07/1990 bis 08/1991: Gerd Struppert
- 09/1991 bis 06/1993: Milan Đuričić
- 07/1993 bis 08/1993: Josef Hloušek
- 08/1993 bis 12/1993: Ivo Gölz
- 01/1994 bis 06/1995: Milan Miklavič
- 07/1995 bis 09/1995: Heinz Eisengrein
- 09/1995 bis 10/1995: Andreas Leutschacher
- 10/1995 bis 12/1996: Milan Đuričić
- 01/1997 bis 06/1997: Savo Ekmečić
- 07/1997 bis 06/1998: Helmut Kirisits
- 07/1998 bis 06/1999: Günther Kronsteiner
- 07/1999 bis 06/2002: Milan Đuričić
- 09/2001 bis 12/2002: Petar Šegrt
- 01/2003 bis 08/2005: Heinz Thonhofer
- 08/2005 bis 11/2007: Dejan Stanković
- 11/2007 bis 12/2007: Manfred Kohlbacher
- 12/2007 bis 05/2008: Walter Kogler
- 06/2008 bis 05/2009: Heimo Kump
- 06/2009 bis 09/2009: Dejan Stanković
- 09/2009 bis 06/2010: Richard Niederbacher
- 07/2010 bis 04/2011: Andreas Kindlinger
- 04/2011 bis 02/2012: Gregor Pötscher
- 02/2012 bis 04/2012: Bernhard Muhr
- 04/2012 bis 05/2012: Adi Pinter
- 05/2012 bis 08/2012: Manfred Unger
- 08/2012 bis 09/2012: Jürgen Auffinger
- 09/2012 bis 06/2013: Heinz Karnter
- 06/2013 bis 05/2015: Gregor Pötscher
- 05/2015 bis 06/2015: Walter Schachner und Gottfried Jantschgi
- 07/2015 bis 04/2018: Jürgen Auffinger
- 04/2018 bis 05/2019: Helmut Kalander
- 05/2019 bis 08/2020: Ivo Gölz
- 08/2020 bis 12/2020: Markus Rebernegg
- 07/2021 bis 08/2023: Carsten Jancker
- 08/2023 bis 04/2024: René Poms
- 04/2024 bis 01/2025: Carsten Jancker

## Erfolge
- Österreichischer Cupfinalist: 1995 (DSV Leoben)
- Steirischer Landesmeister: 1939, 1956 (WSV Donawitz)
- Meister Landesliga Steiermark: 2021/2022 (DSV Leoben)
- Meister Regionalliga Mitte: 2022/2023 (DSV Leoben)

## Trivia
Die Mannschaft ist als „Hochofenballett“ bekannt. Grund ist, dass Leoben Standort der Montanuniversität für Hüttenwesen und Bergbau ist und der Vorgängerverein WSV Donawitz als Werkssportverein der Österreichisch-Alpine Montangesellschaft gegründet wurde, die später in zur Voestalpine fusionierte und heute 2 Hochöfen in Donawitz betreibt.